# San Ignacio, Veracruz
San Ignacio är en ort i Mexiko.   Den ligger i kommunen Córdoba och delstaten Veracruz, i den sydöstra delen av landet, 240 km öster om huvudstaden Mexico City. San Ignacio ligger 835 meter över havet och antalet invånare är 140.
Terrängen runt San Ignacio är kuperad åt nordost, men åt sydväst är den platt. Runt San Ignacio är det tätbefolkat, med 570 invånare per kvadratkilometer. Närmaste större samhälle är Córdoba, 1,8 km sydväst om San Ignacio. Trakten runt San Ignacio består till största delen av jordbruksmark.